# 王禹时
王禹时（1929年—2002年），又名季纲，笔名戈彤，斋号磊庐，男，原籍直隶宝坻，生于黑龙江双城，中国报刊活动家，中国共产党党员，中国书法家协会会员，曾任《人民政协报》总编、中共中央组织部调研员，中华诗词学会副秘书长。

## 生平
早年毕业于东北铁道学院。
1949年加入中国共产党。曾任军职于四野。历任《中国青年报》记者，《万年青》杂志编委，《中国体育报》国际部主任、编委，《文物天地》杂志主编，《人民政协报》总编辑，中华全国新闻工作者协会理事、中共中央组织部调研员。粉碎四人帮后全国成立的首个诗社——野草诗社的早期成员。